# 취청이과
취청이과(Latridae)는 검정우럭목에 속하는 조기어류과의 하나이다. 농어목 농어아목 가시돔상과에 포함시켜 분류하기도 한다. 오스트레일리아와 뉴질랜드 남쪽과 칠레 해역에서 발견되며, 어업과 낚시용으로도 잡힌다. 다동가리과와 근연 관계에 있다. 세줄취청이, 모양취청이 등을 포함하고 있다.

## 하위 속
| - Chirodactylus - 최근 다동가리과로 분류 - Dactylophora - 최근 다동가리과로 분류 - 아홉동가리속 (Goniistius) - 여덟동가리, 아홉동가리 - Latridopsis - Latris | - Mendosoma - Morwong - Nemadactylus - 최근 다동가리과로 분류 - Pseudogoniistius |